# کرید (برند)
کرید (انگلیسی: Creed) شرکت کالای لوکس فرانسوی است، که در سال ۱۷۶۰ توسط جیمز کرید تأسیس شد.